# Tulipa uniflora
Tulipa uniflora là một loài thực vật có hoa trong họ Liliaceae. Loài này được (L.) Besser ex Baker miêu tả khoa học đầu tiên năm 1874.